# هنگامیکه نیچه گریست
هنگامی که نیچه گریست  یا وقتی نیچه گریست (به انگلیسی: When Nietzsche Wept) یکی از نامدارترین رمان‌های روان‌شناختی اروین د. یالوم است که در سال ۱۹۹۲ به زبان انگلیسی نوشته شد. اروین د. یالوم روان‌پزشک هستی گرا، استاد بازنشستهٔ روان‌پزشکی در دانشگاه استنفورد و نویسندهٔ شماری از نام‌دارترین رمان‌های روان‌شناختی است. این رمان دیدار خیالی فریدریش نیچه، فیلسوف آلمانی، و یوزف برویر، پزشک وینی، را روایت می‌کند. رویدادهای رمان در سال ۱۸۸۲ در شهر وین اتریش رخ می‌دهند و این رمان در واقع روایتی است از تاریخ برهم‌کنش فلسفه و روانکاوی و رویارویی خیالی برخی از مهم‌ترین چهره‌های دهه‌های پایانی قرن نوزدهم همچون فریدریش نیچه، یوزف برویر و زیگموند فروید. در سال ۲۰۰۷ فیلمی با همین نام به کارگردانی پینچس پری با اقتباس از این رمان ساخته شده‌است. از این رمان تاکنون ۴ ترجمه به زبان فارسی منتشر شده‌است.

## سیر رمان
وین، پایان قرن نوزدهم؛ لو سالومه آمده است تا یوزف برویر، پزشک مشهور و استاد زیگموند فروید را بیابد. او نگران دوستش، نیچه است. سالومه در یادداشتی برای برویر می‌نویسد که «آیندهٔ فلسفهٔ آلمان در خطر است» و از او می‌خواهد که این خطر را خنثی سازد. برویر باید اندیشمند بزرگ و تنهایی را که از سردردهای شدید میگرنی رنج می‌برد، معالجه کند و او را از این گرفتاری برهاند؛ ولی نیچه نباید از این جریان و دیدار برویر و سالومه بویی ببرد. برویر تصمیم می‌گیرد با روش جدید «بیان‌درمانی» که به‌تازگی در مورد بیمار دیگرش آنا؛ تجربه کرده، او را درمان کند. با این حال فیلسوف مغرور آلمانی، حاضر نیست «روان» خود را به دست یک پزشک بسپارد و تنها از او می‌خواهد که «جسم» او را درمان کند.
کوشش‌ها و ترفندهای گوناگون برویر برای مطرح ساختن مشکلات روحی نیچه راه به جایی نمی‌برد. سرانجام ترفند زیرکانه و البته خطرناک برویر برای ورود به دنیای درونی نیچه سرآغاز دیدارهای پیاپی او و نیچه می‌شود، دیدارهایی که در آن هر یک از آن‌ها می‌کوشند تا دیگری را درمان کنند. به‌این‌ترتیب میان برویر آرام و دلسوز، و نیچهٔ حساس و خوددار، دوئل گفتاری تندی به وجود می‌آید و هر چه این دو به هم نزدیکتر می‌شوند، برویر بیشتر متوجه می‌شود که فقط در صورتی می‌تواند نیچه را معالجه کند که وی اجازهٔ این کار را بدهد.
وقتی نیچه گریست آمیزه‌ای است از واقعیت و خیال، جلوه‌ای از عشق، تقدیر و اراده در وین خردگرای سدهٔ نوزدهم، و در آستانهٔ زایش دانش روانکاوی. فردریش نیچه، فیلسوف آلمانی جوان و هنوز شناخته نشده. یوزف برویر، از پایه‌گذاران روانکاوی و دانشجوی پزشکی جوانی به نام زیگموند فروید؛ همه اجزایی هستند که در ساختار رمان در هم تنیده شده‌اند تا حماسهٔ فراموش‌نشدنی رابطهٔ خیالی میان بیماری خارق‌العاده و درمان‌گری استثنایی را بیافرینند. در این رمان، دو مرد برجسته و اسرارآمیز تاریخ، تا ژرفای وسواس‌های خویش پیش می‌روند و در این راه، به نیروی رهایی بخش دوستی دست می‌یابند.

## ترجمه‌های فارسی
- و نیچه گریه کرد، اروین یالوم، مهشید میرمعزی (مترجم)، ناشر: نشر نی، تهران: ۱۳۸۲.
- وقتی نیچه گریست، اروین یالوم، سپیده حبیب (مترجم)، ناشر: نشر قطره، تهران: ۱۳۸۵.
- هنگامی که نیچه گریست، اروین یالوم، کیومرث پارسای (مترجم)، ناشر: انتشارات جامی، تهران: ۱۳۹۲.
- وقتی نیچه گریست، اروین یالوم، امیر علیجان‌پور (مترجم)، ناشر: انتشارات آوای مکتوب، تهران: ۱۳۹۴.